# Max Stury
Max Stury (23. September 1869 in München – 1946) war ein deutscher Maler und Opernsänger (Bassbariton).

## Leben
Max Stury war der Sohn eines Oberpostkondukteurs. Zunächst wollte er Malerei studieren und  immatrikulierte sich im April 1885 an der Königlichen Akademie der Bildenden Künste. Seine schöne Stimme fiel jedoch auf, und so entschied er sich, auch durch Anregung von August Kindermann, für die Laufbahn des Sängers. Er studierte drei Jahre an der Münchner Akademie der Tonkunst und anschließend bei Cesare Galliera. 
Sein erstes Engagement trat er 1902 am Darmstädter Hoftheater an. Dort sang er Partien wie den Eremiten (Freischütz), Alfio (Cavalleria rusticana), Silvio (Pagliacci), Masetto (Don Giovanni), Herzog Longueville (La Basoch von André Messager), Escamillo (Carmen), aber auch Wotan (Ring des Nibelungen) und Wanderer (Siegfried).
1899 wechselte er ans Hoftheater Altenburg und ein Jahr später nach Bremen. Von 1912 bis 1936 wirkte er in Coburg. 
Seine Brüder Franz Xaver Stury und Richard Stury waren Theaterschauspieler. 

## Rezensionen
Während der Zeit in Darmstadt lobten Publikum und Kritiker „die blühende Schönheit, den üppig quellenden Wohlklang seiner herrlichen Baritonstimme, die trotz des größten Kraftaufwands auch am Schlusse der Partie in ungetrübtem Glanz erstrahlt“.